# Спасителна мисия Скайлаб
Спасителната мисия на Скайлаб (известна още и като SL-R) е евентуална мисия по спасяването на екипажа на космическата станция „Скайлаб“. Тя използва модифицирана версия на командния модул на кораба „Aполо“, за да побере в себе си два екипажа астронавти.

## Екипаж
| Пост     | Астронавт  |
| -------- | ---------- |
| Командир | Ванс Бранд |
| Пилот    | Дон Линд   |

## Създаване
Втория екипаж на космическата станция „Скайлаб“ (мисията е обозначена като Скайлаб-3) в състав Алън Бийн (командир), Джек Лузма и Оуен Гериът стартира от Кейп Канаверал на 23 юли 1973 г. Изпълнявайки щатните маневри за скачване с космическата станция, астронавтите откриват утечка на гориво в два от четирите спомагателни двигателя на основния блок на космическия кораб „Аполо“. Това можело да попречи на благополучното приземяване в края на мисията. Във връзка с това форсмажорно обстоятелство НАСА разработила план за спасителна операция. Още в самото начало на програмата „Скайлаб“ се предвиждала възможност за евакуация на екипажа от космическата станция с помощта на модифициран космически кораб „Аполо“ с екипаж от двама души и кресла за още трима астронавти (AS-209). Сега този спасителен план трябвало да бъде приложен на практика. Подготвената мисия за спасение била насрочена за 5 септември 1973 г. Екипажът на спасителния „Аполо“ бил в състав Ванс Бранд (командир) и д-р Дон Линд (пилот). Тази мисия така и не се състояла, тъй като утечката на гориво в двигателите на основния „Аполо“ се оказала неособено сериозна, както в началото предполагал екипажа. Такива проблеми съпътствали и някои от лунните мисии и екипажите, както и Центъра за управление в Хюстън, Тексас били подготвени за преодоляването им. Така изпълнявайки програмата на 59 дневния си полет, астронавтите от Скайлаб-3 се приземили успешно на 25 септември 1973 г.
След старта на Скайлаб-4, Спасителната мисия отново е в готовност за провеждане при необходимост. След успешното приключване на полета на „Скайлаб-4“ е имало планове за провеждане на кратка около 20-дневна мисия на борда на станцията „Скайлаб“ под името Скайлаб-5, като в състава е включен и Уилям Леноар като пилот – учен. Програмата предвиждала научни изследвания и издигане на станцията на по-висока орбита за бъдещото и използване от космическите совалки.
По-късно, по време на полета на Аполо-Союз отново е на дежурство като спасителна мисия, а от 1977 г. се намира в открития музей на НАСА в космическия център „Кенеди“.
- Корабът, изложен в Apollo/Saturn V Center
- Корабът, заедно с ракетата-носител в посетителския комплекс в Космическия център „Кенеди“

## Резултати
Спасителната мисия в космоса никога не била проведена, но готовността за осъществяването и показва опита и рутината, които НАСА натрупала през годините след успешното приключване на Лунната програма.